# Araripesaurus
Araripesaurus is een geslacht van uitgestorven pterosauriërs, behorend tot de groep van de Pterodactyloidea, dat tijdens het Vroeg-Krijt leefde in het gebied van het huidige Brazilië. De enige benoemde soort is Araripesaurus castilhoi.
De soort is in 1971 beschreven door de Amerikaans/Braziliaanse paleontoloog Llewellyn Ivor Price. De geslachtsnaam betekent 'araripesauriër', een verwijzing naar het Araripe-plateau, de vindplaats. De soortaanduiding eert de verzamelaar Moacir Marques de Castilho uit Belo Horizonte die in 1966 de kalknodule die het fossiel omvatte aan het Museum de Ciência da Terra schonk.
Het holotype DNPM (DGM 529-R) uit een laag van de Santanaformatie, ongeveer 110 miljoen jaar oud, bestaat uit het uiteinde van een vleugel van een nog onvolwassen dier. De inclusie in een kalkbol zorgde voor een goede conservering waarbij de botten niet platgedrukt werden. Bewaard zijn gebleven: de uiteinden van het spaakbeen en de ellepijp, de polsbeenderen, het pteroïde, de vier middenhandsbeenderen, de hele eerste vinger, het uiterste kootje en klauw van de tweede vinger, twee kootjes van de derde vinger en twee gedeeltelijke kootjes van de vleugelvinger. Het grootste bot, het vierde middenhandsbeen, had een lengte van 118 millimeter, zijn gewricht met de vleugelvinger een breedte van vier centimeter. De afmetingen wijzen op een spanwijdte van 2,2 meter. Price gebruikte bij de beschrijving van de soort ook nog wat aanvullend materiaal van vleugelelementen van twee andere specimina die het bezit waren van verzamelaar Humberto Silveira Consentino. Deze waren een derde groter.
Volgens Price behoorde Araripesaurus, de eerste pterosauriër die uit de Santanaformatie bekend werd, tot de Ornithocheiridae. Volgens Alexander Kellner echter mist het holotype duidelijke autapomorfieën, unieke eigenschappen en kan daarom niets met zekerheid gesteld worden dan dat het tot de Pterodactyloidea behoort. In een kladistische analyse viel de soort uit in een onbenoemde klade die afstamde van de laatste gemeenschappelijke voorouder van de Anhangueridae en Istiodactylus. Het materiaal zou volgens Kellner zeer op dat van Anhanguera piscator gelijken, zij het dan veel kleiner in formaat. In 1991 stelde Kellner nog dat de soort identiek was aan Santanadactylus maar herriep dat in 2000 omdat allebei de geslachten autapomorfieën zouden missen en dus ook niet bewijsbaar aan elkaar gelijkgesteld konden worden. De aanvullende fragmenten die Price gebruikte, hebben volgens Kellner niets met Araripesaurus van doen en werden er alleen mee in verband gebracht omdat ze samen het eerste pterosauriërmateriaal uit het gebied vertegenwoordigden.
In 1985 benoemde Peter Wellnhofer een tweede soort: Araripesaurus santanae op basis van holotype BSP 1982 I 90; de soortaanduiding verwijst naar de Santanaformatie. In 1990 concludeerde Kellner dat er geen speciale relatie met A. castilhoi bestond — Wellnhofer had alleen een verband gezien op grond van een overeenkomende vergroeiing van de polsbeenderen, maar dat is een rijpingskenmerk — en wees de soort toe aan Anhanguera als een Anhanguera santanae; dit heeft algemene instemming gevonden. Twee andere specimina die in 1985 ieder de basis vormden van een door Wellnhofer aangeduide maar nog onbenoemde Aripesaurus sp., BSP 1982 I 91 en BSP 1982 I 93, zijn door Kellner ook aan Anhanguera toegewezen, de eerste aan Anhanguera santanae, de tweede aan een Anhanguera sp..
Als Araripesaurus inderdaad in vorm op Anhanguera geleek, was het een viseter.